# Ангольсько-французькі відносини
Відносини Ангола — Франція — двосторонні відносини між Анголою і Францією. Дипломатичні відносини між країнами встановлено 1975 року. Стосунки між двома країнами не завжди були дружніми через політику Уряду Франції з підтримки повстанців-сепаратистів в ангольській провінції Кабінда і міжнародним скандалом Анголагейт. У 2008 році Президент Франції Ніколя Саркозі здійснив візит до Луанди, після чого взаємини між країнами покращилися.

## Історія
11 листопада 1975 року Агоштінью Нету, лідер Народного руху за визволення Анголи (МПЛА), проголосив незалежність Республіки Ангола відповідно до Алворської угоди. Фронт за звільнення анклаву Кабінда (ФЛЕК) за підтримки французького уряду проголосив незалежність Республіки Кабінда в Парижі.

## Дипломатичні представництва
2007 року Френсіс Блонде призначений Послом Франції в Анголі.

## Державні візити
У вересні 1984 року Президент Анголи Жозе Едуарду душ Сантуш відвідав з державним візитом Францію, Італію та Іспанію. У 1998 році президент Жак Ширак відвідав Анголу. У травні 2008 року президент Франції Ніколя Саркозі відвідав Анголу. Під час цього візиту Саркозі сказав, що хоче налагодити відносини з Анголою на основі довіри і взаємної поваги. Також Саркозі оголосив, що французька допомога Анголі значно збільшилась. Франція бере участь у відновленні інфраструктури Анголи, а також фінансує великі проекти в галузі енергетики, водопостачання, санітарії, а також у професійній підготовці кадрів.

## Торгівля та інвестиції
2007 року Франція імпортувала з Анголи товарів на суму 541 млн. євро. Франція є шостим за величиною торговим партнером цієї країни. У 2008 році французька компанія Thales отримала контракт на суму близько 140 млн євро на створення захищеної мережі телекомунікацій для Уряду Анголи. 2008 року французький банк Société Générale виділив Анголі кредит на 300 млн доларів США для підвищення товарообігу між країнами.